# Likvidnost
Likvidnost (eng. liquidity, njem. Zahlungsfähigkeit, Liquidität) je svojstvo imovine ili njezinih pojedinih dijelova koje se mogu pretvoriti u gotovinu dostatnu za pokriće preuzetih obveza. 
Likvidnost poduzeća nerijetko se definira kao sposobnost trgovačkog društva da pravovremeno podmiruje svakodnevne aktivnosti bez financijskih teškoća, odnosno mogućnost tj. raspoloživost financijskih sredstava da se ispune povučeni depoziti i druge financijske obveze prema dospijeću. U poslovnoj ekonomiji je likvidnost, uz rentabilnost, jedno od osnovnih načela upravljanja korporacijom u robno-novčanom gospodarstvu. 

## Likvidna imovina
Likvidna imovina je novac na računu ili neka druga imovina trgovačkog društva koja se brzo može pretvoriti u novac, npr. brzo unovčive vrijednosnice i, u nekim slučajevima, dospjela potraživanja od kupaca. Pokazatelji likvidnosti postali su neizostavni indikator u upravljanju likvidnom imovinom.

## Elementi likvidnosti
Ova sposobnost poduzeća uvjetovana je nizom elemenata: 
- prije svega protokom obrtnih sredstava kroz njegov poslovni ciklus,
- rokom dospijeća obveza,
- usklađenošću dugova,
- vlastitih izvora financiranja.

## Koeficijent likvidnosti
Kako bi se održala željena likvidnost korporacije neophodno je strogo planiranje financijskih tijekova, prije svega tijekova novčanih i neto-obrtnih sredstava.
U poslovnoj ekonomiji koristi se kao važan pokazatelj u usporedbi i analizi likvidnosti koeficijent likvidnosti. Koeficijent likvidnosti je odnos između sredstava i kratkoročnih obveza – veći od 1.

## Uloga financijskog direktora u upravljanju likvidnosti
Održavanje likvidnosti i potpuna svijest o likvidnosti znači da financijski direktor (engl. Chief Financial Officer, CFO) može sa sigurnošću utvrditi da su sredstva na raspolaganju kada su i potrebna, da može predvidjeti tok novca i osigurati izvore u slučaju žurnih i iznenadnih potreba. U svrhu optimizacije gotovine na računu i istovremeno i kontrole stanja likvidnosti poduzeća, menadžeri kao nositelji odlučivanja, koristeći se trima razinama mjerila likvidnosti moraju donositi poslovne odluke. Upravljanje likvidnom imovinom zasniva se na permanentnoj ocjeni kvalitete obrtne imovine, tj. njezinog optimalnog obujma i strukture.

## Poveznice
- Ekonomija
- Korporacija

## Vanjske poveznice
http://www.limun.hr